# Kirschroth

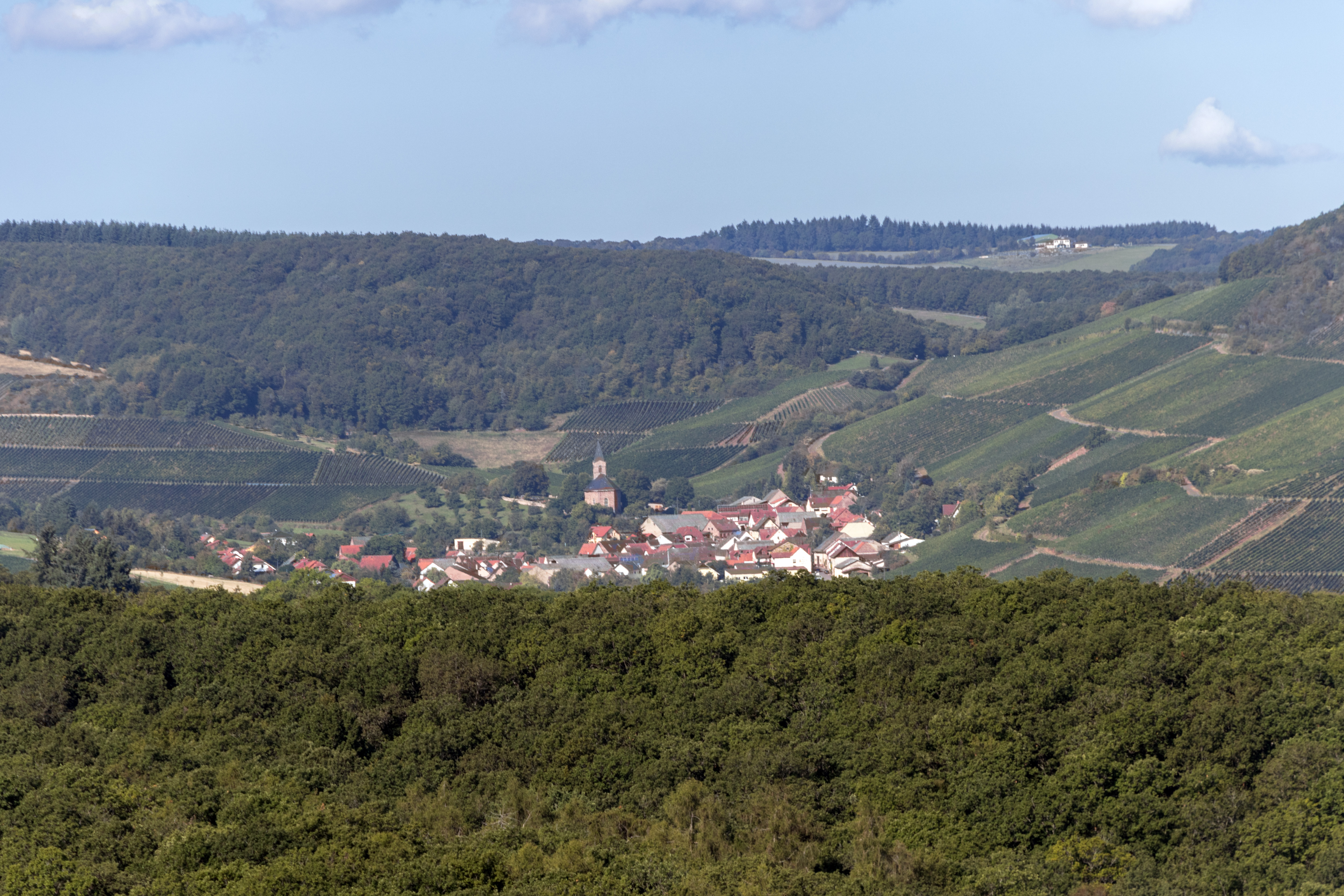
Ortsansicht von Kirschroth, 2019

Kirschroth ist eine Ortsgemeinde im Landkreis Bad Kreuznach in Rheinland-Pfalz. Sie gehört der Verbandsgemeinde Nahe-Glan an.

## Geographie
Der Weinort liegt in einem Seitental der Nahe. Nachbargemeinden sind (im Uhrzeigersinn von Norden) Meddersheim, Bärweiler, Hundsbach, Limbach (bei Kirn) und Merxheim (Nahe).

## Geschichte
Kirschroth wurde im Jahr 1364 als Rodde erstmals urkundlich erwähnt. 1816 bis 1866 gehörte es zum Oberamt Meisenheim der Landgrafschaft Hessen-Homburg und kam mit diesem 1866 zu Preußen.
Statistik zur Einwohnerentwicklung
Die Entwicklung der Einwohnerzahl von Kirschroth, die Werte von 1871 bis 1987 beruhen auf Volkszählungen:
| Jahr | Einwohner |
| ---- | --------- |
| 1815 | 262       |
| 1871 | 392       |
| 1905 | 350       |
| 1939 | 330       |
| 1950 | 370       |

| Jahr | Einwohner |
| ---- | --------- |
| 1961 | 354       |
| 1970 | 346       |
| 1977 | 266       |
| 1987 | 301       |
| 1997 | 306       |

| Jahr | Einwohner |
| ---- | --------- |
| 2005 | 294       |
| 2011 | 269       |
| 2017 | 262       |
| 2023 | 269       |

## Politik

### Bürgermeister
Ortsbürgermeister ist Heiko Heß. Die Vorgängerin bis 2024 war Ulrike Stroh.

### Wappen
| Wappen von Kirschroth | Blasonierung: „In rot-gold geschachtem Schild ein silberner Schrägrechtsbalken, belegt mit einem schreitenden roten Fuchs, der eine Weinrebe mit Blatt im Fang hält.“ |
| Wappen von Kirschroth | Wappenbegründung: Das Schachbrettmuster entstammt dem Wappen der Rheingrafen von Grumbach. Die Farben Rot und Gold erinnern an die Alt-Dhaunsche und Kyrburgische Linie der Wildgrafen. Der Fuchs symbolisiert die volksmundartliche Bezeichnung Kirschrother Füchse. Die Weinrebe verweist auf den für den Ort wichtigen Weinanbau. |

## Wirtschaft und Infrastruktur
Im Norden verläuft die Bundesstraße 41. In Bad Sobernheim ist ein Bahnhof der Bahnstrecke Bingen–Saarbrücken.